# PD수첩의 사건 및 사고
이 문서는 PD수첩에서 일어난 사건 및 사고를 다룬다.

## 주요 사건
- 1999년 5월 11일 - 당시 만민중앙교회 신도들이 PD수첩을 방영하고 있는 문화방송의 주조정실을 점거하는 사건이 있다. 이로 인해 당시 PD수첩이 일시적으로 송출이 중단되는 사건이 있었다.
- 2005년 11월 22일 - 황우석 교수의 배아 줄기 세포 파문으로 논란을 빚은 사건이 있으며, 주요 사건은 PD수첩의 황우석 사건 보도 및 황우석 사건이 있다.
- 2008년 4월 29일 - 美 쇠고기 수입 파동으로 인한 관련 보도로 논란을 빚은 적이 있다.
- 2012년 - 문화방송이 잠정적 파업으로 인하여 장기간 결방 사태를 맞이하였다. 그러다가 2012년 12월 11일에 다시 방송을 시작하였다.
- 2017년 - 양대 공영방송사 (MBCㆍKBS)의 파업으로 인해 장기간 결방 사태를 맞이하였다. 그로부터 몇 개월 후에 방송 재개를 했다.
- 그 외 - 2002년 당시 미군 장갑차 여중생 사망한 사건과 관련된 소개 내용도 들어있다.